# Witold Gerutto
Witold Gerutto (* 1. Oktober 1912 in Harbin, China; † 13. Oktober 1973 in Konstancin-Jeziorna) war ein polnischer Kugelstoßer, Diskuswerfer und Zehnkämpfer.
Bei den Europameisterschaften 1938 in Turin gewann er Silber im Zehnkampf und wurde Achter im Kugelstoßen. 1939 holte er bei den Internationalen Universitätsspielen Silber im Kugelstoßen und Bronze im Diskuswurf.
1946 wurde er bei den Europameisterschaften in Oslo Neunter im Kugelstoßen und gab im Zehnkampf nach sechs Disziplinen auf.
Bei den Olympischen Spielen 1948 in London wurde er Zehnter im Kugelstoßen und kam im Zehnkampf auf den 19. Platz.

## Persönliche Bestleistungen
- Kugelstoßen: 16,02 m, 8. Juni 1939, Łódź
- Zehnkampf: 7006 Punkte, 5. September 1938, Colombes